# Amalia Nasavská
Princezna Amalia Nasavská, celým jménem Amalia Gabriela Maria Teresa (* 15. června 2014) je nejstarší dítě prince Félixe Lucemburského a jeho v Německu narozené ženy, Claire Lademacher. V současné době je pátá v řadě na lucemburský trůn za jejím strýcem, jeho synem princem Karlem Lucemburským a jejím otcem. Má dva mladší bratry, prince Liama Nasavského a prince Balthazara Nasavského.

## Narození
Princezna Amalia Gabriela Maria Teresa se narodila 15. června 2014 v Mateřské nemocnici velkovévodkyně Charlotte, která je součástí Centrální lucemburské nemocnice. Při narození vážila 2,95 kg a měřila 50 cm.
Královský palác při příležitosti oznámení jejího narození uvedl také její jména: Amalia, Gabriela, Maria Teresa. Félix a Claire vzdali prostředními jmény jejich dcery hold jejich matkám, velkovévodkyni Marii Terese a Gabriele Landemacher.
Princ Félix a princezna Claire Lucemburská opustili s malou Amalií nemocnici 17. července 2014, dva dny po jejím narození.

## Křest
Princezna Amalia byla pokřtěná dne 12. července 2014 v kapli ve městě Saint-Ferréol-de Longues. Křest provedl reverend Yves Menjot.
Jejími kmotry jsou:
- princezna Alexandra Lucemburská, její teta z otcovy strany
- Felix Lademacher, její strýc z matčiny strany

## Tituly a oslovení
- 15. června 2014 - současnost: Její královská Výsost princezna Amalia Nasavská, princezna bourbonsko-parmská

V souladu s dekretem ze dne 21. září 1995 získala titul princezny nasavské a oslovení Její královská Výsost.